# Dibotermine alfa
La dibotermine alfa est une protéine inductrice de tissu osseux, utilisée en implant dans des fractures du tibia en complément au traitement standard. Elle est réservée à l'usage hospitalier
C'est un facteur de croissance humain recombinant qui induit la formation de nouveau tissu osseux.
Au niveau moléculaire : elle cible et active un récepteur membranaire à activité enzymatique (récepteur à activité Sérine/Thréonine Kinase.)

## Précautions et effets secondaires
Une utilisation hors AMM sur le rachis cervical a déclenché des effets secondaires potentiellement graves avec l'apparition d'un œdème du cou et une détresse respiratoire.